# Julien Schell
Julien Schell (ur. 30 stycznia 1979 roku w Strasburgu) – francuski kierowca wyścigowy.

## Kariera
Schell rozpoczął karierę w wyścigach samochodowych w 2000 roku od startów we Francuskiej Formule Ford, gdzie raz stanął na podium. Z dorobkiem 42 punktów uplasował się na dziewiątej pozycji w końcowej klasyfikacji kierowców. W klasie Scholarship był drugi. W późniejszych latach Francuz pojawiał się także w stawce Festiwalu Formuły Ford, Niemieckiej Formuły Ford 1800, Francuskiej Formuły Renault, Brytyjskiej Formuły 3, FIA GT3 European Championship, V de V Challenge Endurance Moderne - Proto, THP Spider Cup, V de V Challenge Sprint - Proto, V de V Endurance VHC, Le Mans Series, 24-godzinnego wyścigu Le Mans oraz Speed EuroSeries.